# Sápi-patak
Sápi-patak är ett vattendrag i Ungern. Det ligger i den centrala delen av landet, 40 km nordost om huvudstaden Budapest.